# James Edward Keeler
| Planetoida       | Data odkrycia   |
| ---------------- | --------------- |
| (452) Hamiltonia | 6 grudnia 1899  |
| (20958) A900 MA  | 29 czerwca 1900 |

James Edward Keeler (ur. 10 września 1857 w La Salle, zm. 12 sierpnia 1900 w San Francisco) – amerykański astronom.

## Życiorys
W latach 1877–1881 studiował na Uniwersytecie Johnsa Hopkinsa w Baltimore, a w latach 1883–1884 w Europie na Uniwersytecie w Heidelbergu i Berlinie.
W 1888 rozpoczął pracę w Obserwatorium Licka w Kalifornii, w 1891 przeniósł się do Allegheny Observatory na Uniwersytecie w Pittsburghu. W 1898 powrócił do Lick, ale zmarł dwa lata później, w wieku 44 lat.
7 stycznia 1888 jako pierwszy zaobserwował jedną z przerw pomiędzy pierścieniami Saturna, nazwał ją Przerwą Enckego na cześć innego badacza Saturna, Johanna Enckego. Inna z przerw, odkryta dzięki badaniom prowadzonym w ramach programu Voyager, została nazwana Przerwą Keelera.
W 1895 założył, wraz z Ellerym Hale’em, „Astrophysical Journal”. W tym samym roku prowadzone przez niego obserwacje spektroskopowe pozwoliły potwierdzić hipotezę zakładającą, że pierścienie Saturna złożone są z dużej liczby małych obiektów.
Jego imieniem nazwano planetoidę (2261) Keeler, a także kratery na Marsie i Księżycu.